# Á
Á, á (A с акутом) — буква чешского, фарерского, венгерского, исландского и словацкого алфавитов. Она также присутствует в ирландском, португальском, испанском, северносаамском, вьетнамском как вариант буквы A.

## Использование
- Á — 2-я буква фарерского алфавита. Может обозначать звуки [ɔ] или [ɔaː].
- Á — 2-я буква исландского алфавита. Обозначает звук /au̯/.
- Á — 2-я буква венгерского, чешского и словацкого алфавита. Обозначает звук [aː].
- Во вьетнамском алфавите и пиньине Á обозначает звук «а», произнесённый восходящим тоном.
- В северносаамском языке обозначает звук [a].
- Использовалась также в варианте казахского латинского алфавита от 19 февраля 2018 года, соответствовала кириллической Ә[1]; в новейшей редакции алфавита заменена на Ä[2].